# Top Model of the World 2014
Top Model of the World 2014, ventunesima edizione di Top Model of the World, si è tenuta presso El Gouna, in Egitto l'11 aprile 2014. La vincitrice è stata Tania Valencia Cuero (Colombia), incoronata da Loredana Salanta, Top Model of the World 2011,

## Risultati
| Piazzamento                 | Concorrenti |
| --------------------------- | --- |
| Top Model of the World 2014 | - Colombia - Tania Valencia Cuero |
| 2ª classificata             | - Porto Rico - Jailenne Rivera |
| 3ª classificata             | - Sudafrica - Anrónet Roelofsz |
| 4ª classificata             | - Tanzania - Niler Benard Mruma |
| 5ª classificata             | - Italia - Giulia Campesi |
| Top 16 (Semifinaliste)      | - Albania - Margarita Cjapi - Bahamas - Peandra Knowles - Belgio - Fenne Verrecas - El Salvador - Jacqueline Magaña - Honduras - Sirey Moran Castro - Mongolia - Indra Enkhdelger - Montenegro - Edina Balic - Paraguay - Vanesa Barcelo Lautenschlager - Portogallo - Joana Peta - Russia - Anzhelika Yakuseva - Turchia - Tiffany Kurak |

### Riconoscimenti speciali
| Riconoscimento  | Concorrente                     |
| --------------- | ------------------------------- |
| Miss Photogenic | Tanzania - Niler Benard Mruma   |
| Miglior Corpo   | Nigeria - Sarah Tonkiri         |
| Miglior Sorriso | Portogallo - Joana Peta         |
| Miglior Stile   | Thailandia - Ananya Mongkolthai |
| Queen of Europe | Turchia - Tiffany Kurak         |
| Miss Globo      | Sudafrica - Anrónet Roelofsz    |

## Giuria Finale
- Mohamed Al Sagheer – Impresario egiziano.
- Cristian Lanza - Cantante lirico.
- Keith Tynes - Cantante.
- Markus Beyer – Ex pugile tedesco e opinionista sportivo televisivo.
- Mark Zabel – Campione mondiale e olimpionico di canottaggio.
- Dr. Yasar Sarigül – Chirurgo estetico e presentatore turco.
- Monica Palacios – Modella colombiana e Top Model of the World 2013.
- Loredana Salanta – Modella rumena e Top Model of the World 2011.

## Concorrenti
| Nazione       | Concorrente                   | Età | Statura | Città              |
| ------------- | ----------------------------- | --- | ------- | ------------------ |
| Albania       | Margarita Cjapi               | 23  | 1.74 m  | Tirana             |
| Australia     | Brooke Hamill                 | 18  | 1.68 m  | Sydney             |
| Bahamas       | Peandra Knowles               | 22  | 1.73 m  | Freeport           |
| Belgio        | Fenne Verrecas                | 17  | 1.73 m  | Bruxelles          |
| Botswana      | Segolame Kudumedi             | 25  | 1.76 m  | Gaborone           |
| Canada        | Sara Michelle Winter          | 19  | 1.77 m  | Toronto            |
| Caucaso       | Marina Karpova                | 18  | 1.87 m  | Mosca              |
| Cina          | Yi-Han Wang                   | 23  | 1.78 m  | Pechino            |
| Colombia      | Tania Valencia Cuero          | 23  | 1.76 m  | Cali               |
| Danimarca     | Yasmina Bach                  | 21  | 1.74 m  | Aalborg            |
| El Salvador   | Jacqueline Magaña             | 22  | 1.68 m  | San Salvador       |
| Etiopia       | Meron Wudneh                  | 24  | 1.84 m  | New York           |
| Francia       | Anissa Tifourghi              | 22  | 1.74 m  | Parigi             |
| Filippine     | Janicel Lubina                | 19  | 1.73 m  | Antipolo           |
| Galles        | Kelly Lloyd                   | 26  | 1.73 m  | Rhondda Cynon Taff |
| Germania      | Alina Moch                    | 25  | 1.72 m  | Osnabrück          |
| Honduras      | Sirey Moran                   | 23  | 1.75 m  | El Progreso        |
| India         | Nanda Swati                   | 24  | 1.79 m  | Bombay             |
| Inghilterra   | Lydia Nilsen                  | 17  | 1.71 m  | Londra             |
| Giamaica      | Francis Lee-Chen              | 26  | 1.74 m  | Düsseldorf         |
| Italia        | Giulia Campesi                | 17  | 1.75 m  | Cagliari           |
| Kosovo        | Albulena Gagica               | 17  | 1.74 m  | Pristina           |
| Lettonia      | Anzelina Lucenko              | 21  | 1.81 m  | Jūrmala            |
| Macedonia     | Katerina Dineska              | 22  | 1.75 m  | Skopje             |
| Mar Baltico   | Alina Gabriel                 | 19  | 1.80 m  | Aquisgrana         |
| Mauritius     | Anaïs Veerapatren             | 27  | 1.83 m  | Curepipe           |
| Mediterraneo  | Arsilda Lila                  | 20  | 1.73 m  | Tirana             |
| Mongolia      | Indra Enkhdelger              | 18  | 1.80 m  | Ulan Bator         |
| Montenegro    | Edina Balic                   | 18  | 1.78 m  | Berlino            |
| Nigeria       | Sarah Tonkiri                 | 20  | 1.88 m  | Abuja              |
| Paraguay      | Vanesa Barcelo Lautenschlager | 23  | 1.75 m  | Asunción           |
| Porto Rico    | Jailenne Rivera               | 19  | 1.78 m  | Ponce              |
| Portogallo    | Joana Peta                    | 24  | 1.76 m  | Lisbona            |
| Romania       | Diana Florina Coras           | 21  | 1.80 m  | Bucarest           |
| Russia        | Anzhelika Iakuseva            | 22  | 1.75 m  | Mosca              |
| Scozia        | Alexandra Lilley              | 20  | 1.70 m  | Edimburgo          |
| Sri Lanka     | Solange Kristina Gunawijeya   | 22  | 1.77 m  | Colombo            |
| Stati Uniti   | Eralda Miraka                 | 20  | 1.79 m  | New York           |
| Sudafrica     | Anrónet Roelofsz              | 19  | 1.80 m  | Berlino            |
| Svezia        | Nina Charlotte Sjölin         | 20  | 1.72 m  | Stoccolma          |
| Taipei cinese | Chieh-Ling Cheng              | 25  | 1.73 m  | Taipei             |
| Tanzania      | Niler Mruma                   | 21  | 1.75 m  | Dar es Salaam      |
| Thailandia    | Ananya Mongkolthai            | 25  | 1.77 m  | Chiang Mai         |
| Turchia       | Tiffany Kurak                 | 18  | 1.76 m  | Leonberg           |

## Debutti
- Botswana
- Giamaica
- Montenegro

## Ritorni
- Ultima partecipazione nel 1998
  -  Paraguay

- Ultima partecipazione nel 2002
  -  Mauritius

- Ultima partecipazione nel 2005
  -  Etiopia

- Ultima partecipazione nel 2007
  -  Galles
  -  Mongolia

- Ultima partecipazione nel 2008
  -  Scozia

- Ultima partecipazione nel 2010
  -  Bahamas
  -  Francia
  - Mediterraneo

- Ultima partecipazione nel 2011
  -  Cina

- Ultima partecipazione nel 2012
  -  Belgio
  -  El Salvador
  -  Macedonia
  -  Sudafrica